# Чемпионат Албании по баскетболу среди мужчин
Чемпионат Албании по баскетболу проводится с 1946 года. В настоящее время как в Лиге А, так и в Лиге Б выступает по 6 команд. Наиболее титулованным клубом является столичный «Партизани», выигрывавший первенство 33 раза.
Изначально чемпионат разыгрывался по системе весна-осень, начиная с сезона 1966/67 и по сей день разыгрывается по системе осень-весна.
Действующим чемпионом является шкодерская «Влазния».

## Чемпионы
| - 1946 — «17 Нентори» - 1947 — «Юлли Кукь» - 1948 — «17 Нентори» - 1949 — «Тирана» - 1950 — «Тирана» - 1951 — «Партизани» - 1952 — «Партизани» - 1953 — «Партизани» - 1954 — «Партизани» - 1955 — «Дуррес» - 1956 — «Партизани» - 1957 — «Тирана» - 1958 — «Партизани» - 1959 — «Партизани» - 1960 — «Партизани» - 1961 — «17 Нентори» - 1962 — «17 Нентори» - 1963 — «17 Нентори» - 1964 — «Партизани» - 1965 — «17 Нентори» - 1966/67 — «Влазния» - 1967/68 — «Партизани» - 1968/69 — «Партизани» - 1969/70 — «Партизани» - 1970/71 — «17 Нентори» |  | - 1971/72 — «Партизани» - 1972/73 — «Партизани» - 1973/74 — «Партизани» - 1974/75 — «Партизани» - 1975/76 — «Партизани» - 1976/77 — «Партизани» - 1977/78 — «Партизани» - 1978/79 — «Партизани» - 1979/80 — «Партизани» - 1980/81 — «Партизани» - 1981/82 — «Партизани» - 1982/83 — «Партизани» - 1983/84 — «Партизани» - 1984/85 — «Партизани» - 1985/86 — «Партизани» - 1986/87 — «Партизани» - 1987/88 — «Партизани» - 1988/89 — «Партизани» - 1989/90 — «Влазния» - 1990/91 — «Партизани» - 1991/92 — «Партизани» - 1992/93 — «Влазния» - 1993/94 — «Аделин» - 1994/95 — «Динамо» - 1995/96 — «Партизани» |  | - 1996/97 — «Влазния» - 1997/98 — «Влазния» - 1998/99 — «Тирана» - 1999/00 — «Влазния» - 2000/01 — «Тирана» - 2001/02 — «Тирана» - 2002/03 — «Вальбона» - 2003/04 — «Вальбона» - 2004/05 — «Вальбона» - 2005/06 — «Вальбона» - 2006/07 — «Вальбона» - 2007/08 — «Тирана» - 2008/09 — «Тирана» - 2009/10 — «Тирана» - 2010/11 — «Тирана» - 2011/12 — «Тирана» - 2012/13 — «Камза Баскет» - 2013/14 — «Влазния» - 2014/15 — «Влазния» - 2015/16 — «Влазния» - 2016/17 — «Тирана» - 2017/18 — «Тирана» |